# Helsingforsavtalet

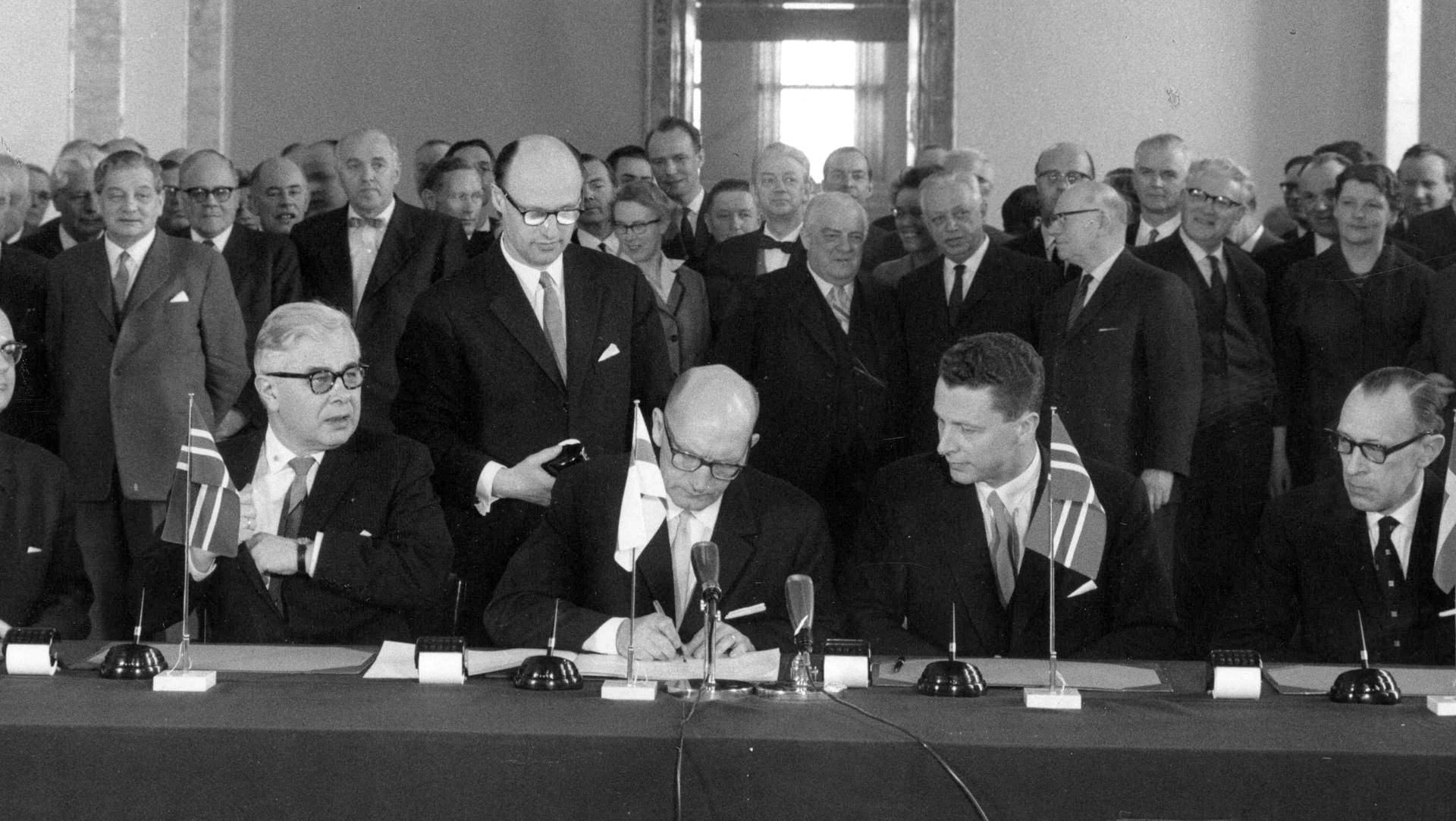
Finlands statsminister Martti Miettunen undertecknar Helsingforsavtalet. Till vänster: Islands justitieminister Bjarni Benediktsson. Till höger Norges kyrko- och utbildningsminister Helge Sivertsen och Sveriges justitieminister Herman Kling.

Helsingforsavtalet – samarbetsöverenskommelse mellan Danmark, Finland, Island, Norge och Sverige, eller bara Helsingforsavtalet, är en samarbetsöverenskommelse mellan de nordiska länderna som undertecknades den 23 mars 1962, och trädde i kraft den 1 juli samma år. Syftet med Helsingforsavtalet var att fördjupa samarbetet mellan de nordiska länderna på olika områden, och avtalet reglerar det officiella nordiska samarbetet i Nordiska rådet och Nordiska ministerrådet och kallas ibland "Nordens grundlag". Datumet när avtalet undertecknades, den 23 mars, firas som Nordens dag.
Helsingforsavtalet innehåller många långtgående förpliktelser för de nordiska länderna att utveckla lagstiftningen och förhållandena på olika områden med syftet att utveckla och fördjupa samarbetet. Vid utformningen av lagar och andra rättsregler ska länderna enligt artikel 2 behandla medborgare i de övriga nordiska länderna lika med landets egna medborgare.
Avtalet skall enligt avtalets ingress "främja den nära gemenskapen, som i fråga om kultur samt om rätts- och samhällsuppfattning råder mellan de nordiska folken, och ytterligare utveckla samarbetet mellan de nordiska länderna; vilka eftersträva enhetliga regler i de nordiska länderna i så många avseenden som möjligt; vilka vilja på alla områden, där förutsättningar därför finnas, åstadkomma en ändamålsenlig arbetsfördelning mellan länderna; vilka vilja fortsätta det för länderna betydelsefulla samarbetet inom Nordiska rådet och övriga samarbetsorgan".
Bestämmelserna i Helsingforsavtalet bygger på en rad konventioner och andra överenskommelser mellan länderna, till exempel överenskommelserna om upphävande av passkontroll (nordiska passunionen), om rätten att använda sitt eget språk i kontakt med myndigheterna i ett annat nordiskt land, om social trygghet och om nordisk utbildningsgemenskap på gymnasienivå.